# Élections législatives de 1962 en Eure-et-Loir
Les élections législatives françaises de 1962 se déroulent les 18 et 25 novembre 1962. Dans le département d'Eure-et-Loir, trois députés sont à élire dans le cadre de trois circonscriptions.

## Élus
| Circonscription | Député sortant    | Parti | Parti  | Député élu ou réélu | Parti | Parti   |
| --------------- | ----------------- | ----- | ------ | ------------------- | ----- | ------- |
| 1re             | Edmond Desouches  |       | Radsoc | Edmond Desouches    |       | Radsoc  |
| 2e              | Edmond Thorailler |       | UNR    | Edmond Thorailler   |       | UNR-UDT |
| 3e              | Michel Hoguet     |       | UNR    | Michel Hoguet       |       | UNR-UDT |

## Résultats

### Résultats à l'échelle du département
| Parti          | Parti                                          | Premier tour | Premier tour | Second tour | Second tour | Sièges |
| Parti          | Parti                                          | Voix         | %            | Voix        | %           | Sièges |
| -------------- | ---------------------------------------------- | ------------ | ------------ | ----------- | ----------- | ------ |
|                | Union pour la nouvelle République (UDT)        | 44 219       | 41,00        | 60 471      | 52,90       | 2      |
|                | Modérés                                        | 1 595        | 1,48         |             |             | 0      |
|                | Majorité présidentielle                        | 45 814       | 42,48        | 60 471      | 52,90       | 2      |
|                |                                                |              |              |             |             |        |
|                | Centre national des indépendants et paysans    | 6 638        | 6,15         | Retrait     | Retrait     | 0      |
|                | Centre démocratique                            | 6 638        | 6,15         |             |             | 0      |
|                |                                                |              |              |             |             |        |
|                | Parti radical                                  | 26 804       | 24,85        | 23 274      | 20,36       | 1      |
|                | Parti communiste français                      | 18 962       | 17,58        | 13 677      | 11,96       | 0      |
|                | Section française de l'Internationale ouvrière | 6 913        | 6,41         | 16 888      | 14,77       | 0      |
|                | Parti socialiste unifié                        | 2 726        | 2,53         | Retrait     | Retrait     | 0      |
|                |                                                |              |              |             |             |        |
| Inscrits       | Inscrits                                       | 167 830      | 100,00       | 167 737     | 100,00      | 3      |
| Abstentions    | Abstentions                                    | 55 178       | 32,88        | 47 476      | 28,3        |        |
| Votants        | Votants                                        | 112 652      | 67,12        | 120 261     | 71,7        |        |
| Blancs et nuls | Blancs et nuls                                 | 4 795        | 4,26         | 5 951       | 4,95        |        |
| Exprimés       | Exprimés                                       | 107 857      | 95,74        | 114 310     | 95,05       |        |

### Résultats par circonscription

#### Première circonscription (Chartres)
| Candidat       | Candidat                       | Parti          | Premier tour | Premier tour | Second tour | Second tour |  |
| Candidat       | Candidat                       | Parti          | Voix         | %            | Voix        | %           |  |
| -------------- | ------------------------------ | -------------- | ------------ | ------------ | ----------- | ----------- |  |
|                | Edmond Desouches sortant réélu | Radsoc         | 16 360       | 43,56        | 23 274      | 59,02       |  |
|                | Jean Lelièvre                  | UNR-UDT        | 12 377       | 32,96        | 16 162      | 40,98       |  |
|                | Marcel Chartrain               | PCF            | 6 091        | 16,22        | Retrait     | Retrait     |  |
|                | René Foucart                   | PSU            | 2 726        | 7,26         | Retrait     | Retrait     |  |
|                |                                |                |              |              |             |             |  |
| Inscrits       | Inscrits                       | Inscrits       | 56 928       | 100,00       | 56 928      | 100,00      |  |
| Abstentions    | Abstentions                    | Abstentions    | 17 175       | 30,17        | 15 377      | 27,01       |  |
| Votants        | Votants                        | Votants        | 39 753       | 69,83        | 41 551      | 72,99       |  |
| Blancs et nuls | Blancs et nuls                 | Blancs et nuls | 2 199        | 5,53         | 2 115       | 5,09        |  |
| Exprimés       | Exprimés                       | Exprimés       | 37 554       | 94,47        | 39 436      | 94,91       |  |

#### Deuxième circonscription (Dreux)
| Candidat       | Candidat                        | Parti          | Premier tour | Premier tour | Second tour | Second tour |  |
| Candidat       | Candidat                        | Parti          | Voix         | %            | Voix        | %           |  |
| -------------- | ------------------------------- | -------------- | ------------ | ------------ | ----------- | ----------- |  |
|                | Edmond Thorailler sortant réélu | UNR-UDT        | 15 808       | 45,27        | 20 420      | 54,73       |  |
|                | Émile Vivier                    | SFIO           | 6 913        | 19,8         | 16 888      | 45,27       |  |
|                | Georges Juillot                 | PCF            | 5 696        | 16,31        | Retrait     | Retrait     |  |
|                | Henri Morny                     | Radsoc         | 3 791        | 10,86        | Retrait     | Retrait     |  |
|                | Jacques Hublot                  | CNIP           | 2 709        | 7,76         | Retrait     | Retrait     |  |
|                |                                 |                |              |              |             |             |  |
| Inscrits       | Inscrits                        | Inscrits       | 53 773       | 100,00       | 53 686      | 100,00      |  |
| Abstentions    | Abstentions                     | Abstentions    | 17 696       | 32,91        | 15 074      | 28,08       |  |
| Votants        | Votants                         | Votants        | 36 077       | 67,09        | 38 612      | 71,92       |  |
| Blancs et nuls | Blancs et nuls                  | Blancs et nuls | 1 160        | 3,22         | 1 304       | 3,38        |  |
| Exprimés       | Exprimés                        | Exprimés       | 34 917       | 96,78        | 37 308      | 96,62       |  |

#### Troisième circonscription (Châteaudun - Nogent-le-Rotrou)
| Candidat       | Candidat                    | Parti          | Premier tour | Premier tour | Second tour | Second tour |  |
| Candidat       | Candidat                    | Parti          | Voix         | %            | Voix        | %           |  |
| -------------- | --------------------------- | -------------- | ------------ | ------------ | ----------- | ----------- |  |
|                | Michel Hoguet sortant réélu | UNR-UDT        | 16 034       | 45,31        | 23 889      | 63,59       |  |
|                | Maurice Perche              | PCF            | 7 175        | 20,28        | 13 677      | 36,41       |  |
|                | Guy Cupfer                  | Radsoc (SFIO)  | 6 653        | 18,8         | Retrait     | Retrait     |  |
|                | Antoine de Layre            | CNIP           | 3 929        | 11,1         | Retrait     | Retrait     |  |
|                | François de Montfort        | Modérés        | 1 595        | 4,51         |             |             |  |
|                |                             |                |              |              |             |             |  |
| Inscrits       | Inscrits                    | Inscrits       | 57 129       | 100,00       | 57 123      | 100,00      |  |
| Abstentions    | Abstentions                 | Abstentions    | 20 307       | 35,55        | 17 025      | 29,8        |  |
| Votants        | Votants                     | Votants        | 36 822       | 64,45        | 40 098      | 70,2        |  |
| Blancs et nuls | Blancs et nuls              | Blancs et nuls | 1 436        | 3,9          | 2 532       | 6,31        |  |
| Exprimés       | Exprimés                    | Exprimés       | 35 386       | 96,1         | 37 566      | 93,69       |  |